# Kobyła (Jizera)
Die Kobyła (deutsch: Kobelwasser) ist ein linker Nebenfluss der Iser (polnisch: Izera) im polnischen Isergebirge. Sie ist eines der wenigen Gewässer in Polen, die in die Nordsee entwässern.

## Verlauf
Die Kobyła entspringt auf einem Hochmoor auf der Großen Iserwiese im Hohen Iserkamm. Sie fließt durch die Kobyła Łąka und erscheint als typischer Gebirgsfluss mit starker Strömung in einem steindurchsetzten Flussbett. An der Grenze zu Tschechien mündet sie in die Iser.